# Kugoo S3
Kugoo S3 и Kugoo S3 Pro — китайские электросамокаты, производятся компанией Jilong. У обоих электросамокатов существуют незначительные отличия: визуальными элементами и технико-эксплуатационными характеристиками. Они являются одними из первых моделей, а так же более продаваемыми по сравнению с другими электросамокатами Kugoo.

## Технические характеристики
|                       | Kugoo S3 | Kugoo S3 Pro    |
| --------------------- | -------- | --------------- |
| Масса                 | 15 кг    | 15 кг           |
| Мощность              | 350 Вт   | 350 Вт          |
| Емкость аккумулятора  | 6000 mАh | 7500 mАh        |
| Максимальная скорость | 30 км/ч  | 35 км/ч         |
| Максимальный пробег   | 25 км    | 35 км           |
| Максимальная нагрузка | 100 кг   | 100 кг          |
| Тип колёс             | Литые    | Перфорированные |
| Размер колёс          | 8 дюйм   | 8 дюйм          |
| Привод                | Передний | Передний        |